# 12150 De Ruyter
12150 De Ruyter è un asteroide della fascia principale. Scoperto nel 1971, presenta un'orbita caratterizzata da un semiasse maggiore pari a 2,9936469 UA e da un'eccentricità di 0,0523424, inclinata di 10,52536° rispetto all'eclittica.
L'asteroide è dedicato all'ammiraglio olandese Michel Adriaenszoon de Ruyter .